# Södermanlands runinskrifter 63
Södermanlands runinskrifter 63 är en nu försvunnen vikingatida runsten som funnits i Stora Malms kyrka, Stora Malms socken och Katrineholms kommun. Stenen låg förut i kyrkdörren och var 1,83 gånger 1,08 meter stor.

## Inskriften
Translitterering av runraden:
[: ualr raisti : stain : iftiʀ · mana -- --... auk saikiʀ · bruþur : sin : auk · bruþ × sin ·]
Normalisering till runsvenska:
Valʀ ræisti stæin æftiʀ Manna/Mana ... ... ok Sægæiʀ, broður sinn ok broður sinn.
Översättning till nusvenska:
Val/…-valdr reste stenen efter Manne/Måne ... och (efter) Säger, sin broder och sin broder.